# 区寿年故居
区寿年故居，位于中国广东省云浮市罗定市罗镜镇新街，为罗定市市级文物保护单位，类型为近现代重要史迹及代表性建筑，公布时间为1994年6月8日。
区寿年故居的历史年代为民国。